# Pritschal
Pritschal ist ein Knotenmodul der russischen Raumfahrtagentur Roskosmos, das am 24. November 2021 mit einer Sojus-2.1b-Rakete zur ISS gestartet ist und am 26. November am Nauka-Modul angekoppelt hat. Es dient dazu, ein russisches Versorgungs- / Raumschiff und 4 weitere Module ankoppeln zu lassen.